# Liste des épisodes d'Anger Management
Cet article présente les épisodes de la série télévisée américaine Anger Management.

## Panorama des saisons
| Saison | Saison | Episodes | Diffusion originale | Diffusion originale |
| Saison | Saison | Episodes | Début de saison     | Fin de saison       |
| ------ | ------ | -------- | ------------------- | ------------------- |
|        | 1      | 10       | 28 juin 2012        | 23 août 2012        |
|        | 2      | 90       | 17 janvier 2013     | 22 décembre 2014    |

## Épisodes

### Saison 1: 2012
La première saison fut diffusée le 31 décembre 2013 sur Canal+ Séries  en VOSTR et sera diffusée en mars 2014 en VF
| №  | #  | Titre français                         | Titre original                          | Réalisation  | Scénario                                                        | 1re diffusion US | Code de production | Audiences US (en M.) |
| -- | -- | -------------------------------------- | --------------------------------------- | ------------ | --------------------------------------------------------------- | ---------------- | ------------------ | -------------------- |
| 1  | 1  | Charlie retourne chez le psy           | Charlie Goes Back to Therapy            | Andy Cadiff  | Bruce Helford                                                   | 28 juin 2012     | 1001               | 5.47                 |
| 2  | 2  | Charlie et la chasse-poisse            | Charlie and the Slumpbuster             | Gerry Cohen  | Kristy Grant                                                    | 28 juin 2012     | 1003               | 5.74                 |
| 3  | 3  | Veillez, je le veux                    | Charlie Tries Sleep Deprivation         | Bob Koherr   | Dave Kaplan                                                     | 5 juillet 2012   | 1006               | 3.37                 |
| 4  | 4  | Guerre des nerfs                       | Charlie and Kate Battle Over a Patient  | Andy Cadiff  | Bob Kushell                                                     | 12 juillet 2012  | 1002               | 2.42                 |
| 5  | 5  | Les vertus de la thérapie              | Charlie Tries to Prove Therapy is Legit | Rob Schiller | Daley Haggar                                                    | 19 juillet 2012  | 1007               | 2.65                 |
| 6  | 6  | Charlie sort avec une patiente de Kate | Charlie Dates Kate's Patient            | Sam Simon    | Shauna McGarry                                                  | 26 juillet 2012  | 1009               | 2.41                 |
| 7  | 7  | Cleo sort de prison                    | Charlie's Patient Gets Out of Jail      | Gerry Cohen  | Michael Loftus                                                  | 2 août 2012      | 1004               | 1.58                 |
| 8  | 8  | Charlie grille Nolan                   | Charlie Outs a Patient                  | Rob Schiller | Brian Posehn                                                    | 9 août 2012      | 1008               | 2.10                 |
| 9  | 9  | Père, passe et reste                   | Charlie's Dad Visits                    | Bob Koherr   | Scénario : Brian Posehn et Kristy Grant Histoire : Daley Haggar | 16 août 2012     | 1010               | 2.05                 |
| 10 | 10 | Charlie a un cœur                      | Charlie Gets Romantic                   | Bob Koherr   | Janae Bakken                                                    | 23 août 2012     | 1005               | 1.98                 |

### Saison 2: 2013
| №   | #  | Titre français                                | Titre original                                                  | Réalisation     | Scénario                                  | 1re diffusion US  | Code de production | Audiences US (en M.) |
| --- | -- | --------------------------------------------- | --------------------------------------------------------------- | --------------- | ----------------------------------------- | ----------------- | ------------------ | -------------------- |
| 11  | 1  | Les joies de la famille                       | Charlie Loses it at a Baby Shower                               | Steve Zuckerman | Michael Loftus                            | 17 janvier 2013   | 1013               | 1.82                 |
| 12  | 2  | Le père de Charlie perd la tête               | Charlie's Dad Starts to Lose It                                 | Andy Cadiff     | Clay Graham                               | 17 janvier 2013   | 1015               | 1.66                 |
| 13  | 3  | Charlie et l'ex-patiente                      | Charlie and the Ex-Patient                                      | Gerry Cohen     | Daley Haggar                              | 24 janvier 2013   | 1022               | 1.34                 |
| 14  | 4  | Charlie et les retraités rebelles             | Charlie's Dad Breaks Bad                                        | Bob Koherr      | Eric Weinberg                             | 31 janvier 2013   | 1020               | 1.40                 |
| 15  | 5  | Charlie et Jen remettent ça                   | Charlie & Jen Together Again                                    | Gerry Cohen     | Bob Kushell                               | 7 février 2013    | 1011               | 0.99                 |
| 16  | 6  | Petits mensonges entre patients               | Charlie and Deception Therapy                                   | Andy Cadiff     | Eric Weinberg                             | 14 février 2013   | 1016               | 0.93                 |
| 17  | 7  | Charlie sort avec une prof                    | Charlie Dates a Teacher                                         | Bob Koherr      | Michael Loftus                            | 21 février 2013   | 1027               | 1.04                 |
| 18  | 8  | Charlie et Cee Lo                             | Charlie & Cee Lo                                                | Gerry Cohen     | Dan Dracht                                | 28 février 2013   | 1027               | 1.20                 |
| 19  | 9  | Charlie expert judiciaire                     | Charlie is an Expert Witness                                    | Gerry Cohen     | Dan Dracht                                | 7 mars 2013       | 1012               | 1.27                 |
| 20  | 10 | Dieu, papa et Charlie                         | Charlie & Catholicism                                           | Steve Zuckerman | Dave Kaplan                               | 14 mars 2013      | 1014               | 0.85                 |
| 21  | 11 | Lori en folie                                 | Charlie Dates Crazy, Sexy, Angry                                | Andy Cadiff     | Kristy Grant                              | 4 avril 2013      | 1023               | 1.02                 |
| 22  | 12 | Charlie torpille Lindsay Lohan                | Charlie Gets Lindsay Lohan in Trouble                           | Bob Koherr      | Dave Caplan, Bruce Helford et Bob Kushell | 11 avril 2013     | 1036               | 1.25                 |
| 23  | 13 | Charlie et Lacey s'énervent                   | Charlie and Lacey Piss Off the Neighborhood                     | Bob Koherr      | Daley Haggar                              | 18 avril 2013     | 1026               | 1.29                 |
| 24  | 14 | Charlie et Kate font du cheval                | Charlie and Kate Horse Around                                   | Bob Koherr      | Shauna McGarry                            | 18 avril 2013     | 1028               | 1.13                 |
| 25  | 15 | Charlie entremetteur                          | Charlie's Patients Hook Up                                      | Gerry Cohen     | Renée Estevez                             | 25 avril 2013     | 1018               | 0.68                 |
| 26  | 16 | Charlie et les photos coquines de Kate        | Charlie and Kate's Dirty Pictures                               | Bob Koherr      | Rob Ulin                                  | 2 mai 2013        | 1019               | 0.95                 |
| 27  | 17 | Charlie renoue avec le baseball               | Charlie Lets Kate Take Charge                                   | Gerry Cohen     | Dave Caplan                               | 9 mai 2013        | 1021               | 1.13                 |
| 28  | 18 | Le coach de vie de Patrick                    | Charlie and the Break-Up Coach                                  | Gerry Cohen     | Ray James                                 | 16 mai 2013       | 1017               | 0.64                 |
| 29  | 19 | Ménage à trois                                | Charlie, Kate and Jen Get Romantic                              | Andy Cadiff     | Bob Kushell                               | 23 mai 2013       | 1024               | 0.78                 |
| 30  | 20 | Non rupture pour un non couple                | Charlie Breaks Up With Kate                                     | Bob Koherr      | Eric Weinberg                             | 30 mai 2013       | 1029               | 1.09                 |
| 31  | 21 | Charlie et sa nouvelle thérapeute             | Charlie & His New Therapist                                     | Gerry Cohen     | Renée Estevez                             | 3 juin 2013*      | 1031               | 1.65                 |
| 32  | 22 | Charlie et Kate font une étude sur le sexe    | Charlie and Kate Start a Sex Study                              | Gerry Cohen     | Ray James                                 | 6 juin 2013       | 1030               | 1.11                 |
| 33  | 23 | Charlie et le gigolo                          | Charlie & the Secret Gigolo                                     | Gerry Cohen     | Daniel Dracht                             | 10 juin 2013*     | 1032               | 1.71                 |
| 34  | 24 | Sexe et déconfiture                           | Charlie and His New Friend With Benefits                        | Kevin Sullivan  | Bob Kushell                               | 13 juin 2013      | 1037               | 0.78                 |
| 35  | 25 | Charlie à l'aéroport                          | Charlie and the Airport Sext                                    | Gerry Cohen     | Shauna McGarry                            | 20 juin 2013      | 1034               | 0.92                 |
| 36  | 26 | Charlie et la geekette canon                  | Charlie and the Hot Nerd                                        | Gerry Cohen     | Daley Haggar                              | 27 juin 2013      | 1041               | 1.21                 |
| 37  | 27 | Liaison fatale                                | Charlie Dates a Serial Killer's Sister                          | Gerry Cohen     | Michael Loftus                            | 11 juillet 2013   | 1045               | 1.09                 |
| 38  | 28 | Coucherie or not coucherie                    | Charlie and the Cheating Patient                                | Bob Koherr      | Kristy Grant                              | 18 juillet 2013   | 1033               | 0.87                 |
| 39  | 29 | Le délit de fuite                             | Charlie and the Hit and Run                                     | Gerry Cohen     | Shauna McGarry                            | 25 juillet 2013   | 1039               | 0.84                 |
| 40  | 30 | Charlie ou le professionnel du sex            | Charlie and the Virgin                                          | Bob Koherr      | Rob Ulin                                  | 1er août 2013     | 1035               | 0.98                 |
| 41  | 31 | Un ex, c'est mortel                           | Charlie Kills His Ex's Sex Life                                 | Gerry Cohen     | Kristy Grant                              | 8 août 2013       | 1042               | 0.85                 |
| 42  | 32 | Émeute à la prison                            | Charlie and the Prison Riot                                     | Gerry Cohen     | Clay Graham                               | 15 août 2013      | 1038               | 1.10                 |
| 43  | 33 | Charlie et Kate font ça pour de l'argent      | Charlie and Kate Do It For Money                                |                 |                                           | 5 septembre 2013  |                    | 0.8                  |
| 44  | 34 | Coup monté                                    | Charlie and the Sting                                           |                 |                                           | 12 septembre 2013 |                    | 0.9                  |
| 45  | 35 | Cure de débauche                              | Charlie Gets The Party Started                                  |                 |                                           | 19 septembre 2013 |                    | 0.8                  |
| 46  | 36 | Charlie et l'étudiante                        | Charlie and the Grad Student                                    |                 |                                           | 26 septembre 2013 |                    | 0.8                  |
| 47  | 37 | La remplaçante de Kate                        | Charlie's New Sex Study Partner                                 |                 |                                           | 3 octobre 2013    |                    | 0.7                  |
| 48  | 38 | Accrocs sexuels anonymes                      | Charlie and the Sex Addict                                      |                 |                                           | 10 octobre 2013   |                    | 0.7                  |
| 49  | 39 | Charlie et l'escort-girl                      | Charlie and the Hooker                                          |                 |                                           | 24 octobre 2013   |                    | 0.7                  |
| 50  | 40 | Charlie et le diable                          | Charlie and the Devil                                           |                 |                                           | 31 octobre 2013   |                    | 0.7                  |
| 51  | 41 | La guerre des ex                              | Charlie and Sean and the Battle of the Exes                     |                 |                                           | 7 novembre 2013   |                    | 0.7                  |
| 52  | 42 | Pauvre, pauvre Lacey                          | Charlie Helps Lacey Stay Rich                                   |                 |                                           | 14 novembre 2013  |                    | 0.8                  |
| 53  | 43 | Charlie reperd sa virginité                   | Charlie Loses His Virginity Again                               |                 |                                           | 21 novembre 2013  |                    | 0.7                  |
| 54  | 44 | Charlie se sacrifie pour la science           | Charlie Does It for Science                                     |                 |                                           | 5 décembre 2013   |                    |                      |
| 55  | 45 | Quand Lacey débarque chez Charlie             | Charlie and Lacey Shack Up                                      |                 |                                           | 12 décembre 2013  |                    |                      |
| 56  | 46 | Charlie dans de beaux draps                   | Charlie and the Christmas Hooker                                |                 |                                           | 19 décembre 2013  |                    |                      |
| 57  | 47 | Pyjama party                                  | Charlie and the Pajama Intervention                             |                 |                                           | 23 janvier 2014   |                    |                      |
| 58  | 48 | Charlie case Jordan avec un tueur             | Charlie Sets Jordan Up with a Serial Killer                     |                 |                                           | 30 janvier 2014   |                    |                      |
| 59  | 49 | Charlie et les jumelles                       | Charlie and the Twins                                           |                 |                                           | 6 février 2014    |                    |                      |
| 60  | 50 | Charlie et Sean se battent pour une fille     | Charlie and Sean Fight Over a Girl                              |                 |                                           | 27 février 2014   |                    |                      |
| 61  | 51 | Charlie et la dernière tentation              | Charlie and the Last Temptation of Eugenio                      |                 |                                           | 6 mars 2014       |                    |                      |
| 62  | 52 | Charlie et la latina caliente                 | Charlie and the Hot Latina                                      |                 |                                           | 13 mars 2014      |                    |                      |
| 63  | 53 | Troubles obsessionnels affectifs              | Charlie and His Probation Officer's Daughter                    |                 |                                           | 20 mars 2014      |                    |                      |
| 64  | 54 | Charlie se fait évaluer                       | Charlie Gets Date Rated                                         |                 |                                           | 27 mars 2014      |                    |                      |
| 65  | 55 | Direction la prison                           | Charlie and Jordan Go to Prison                                 |                 |                                           | 3 avril 2014      |                    |                      |
| 66  | 56 | Charlie et la putain repentie                 | Charlie and the Re-Virginized Hooker                            |                 |                                           | 10 avril 2014     |                    |                      |
| 67  | 57 | Jordan fait son Charlie                       | Charlie Catches Jordan in the Act                               |                 |                                           | 17 avril 2014     |                    |                      |
| 68  | 58 | Charlie passe la nuit avec Lacey              | Charlie Spends the Night with Lacey                             |                 |                                           | 24 avril 2014     |                    |                      |
| 69  | 59 | Charlie se tape la copine d'un détenu         | Charlie Screws a Prisoner's Girlfriend                          |                 |                                           | 1 mai 2014        |                    |                      |
| 70  | 60 | Charlie et la fliquette de choc               | Charlie Cops a Feel                                             |                 |                                           | 8 mai 2014        |                    |                      |
| 71  | 61 | Charlie, Lacey et le plombier sexy            | Charlie, Lacey and the Dangerous Plumber                        |                 |                                           | 15 mai 2014       |                    |                      |
| 72  | 62 | Séquence parentale                            | Charlie and the Mother of All Sessions                          |                 |                                           | 29 mai 2014       |                    |                      |
| 73  | 63 | Charlie et la sœur déviante de Sean           | Charlie and Sean's Twisted Sister                               |                 |                                           | 4 août 2014       |                    |                      |
| 74  | 64 | Devine qui vient coucher ce soir?             | Charlie Has a Threesome                                         |                 |                                           | 4 août 2014       |                    |                      |
| 75  | 65 | Le génie de la boîte de strip                 | Charlie and the Lap Dance of Doom                               |                 |                                           | 11 août 2014      |                    |                      |
| 76  | 66 | Charlie et l'opération intégration            | Charlie Tests His Will Power                                    |                 |                                           | 11 août 2014      |                    |                      |
| 77  | 67 | Charlie Et Le Voyant                          | Charlie and the Psychic Therapist                               |                 |                                           | 18 août 2014      |                    |                      |
| 78  | 68 | Charlie Se Met Entre Sean Et Jordan           | Charlie Gets Between Sean and Jordan                            |                 |                                           | 18 août 2014      |                    |                      |
| 79  | 69 | Charlie Fricote Avec La Directrice            | Charlie Does Times With the Hot Warden                          |                 |                                           | 25 août 2014      |                    |                      |
| 80  | 70 | Charlie Et Le Vilain Secret De La Directrice  | Charlie & The Warden's Dirty Secret                             |                 |                                           | 25 août 2014      |                    |                      |
| 81  | 71 | La grande explosion                           | Charlie and the Temper of Doom                                  |                 |                                           | 1 septembre 2014  |                    |                      |
| 82  | 72 | Monsieur Goodson et Docteur Woo               | Charlie Gets Trashed                                            |                 |                                           | 1 septembre 2014  |                    |                      |
| 83  | 73 | Charlie et la petite curieuse                 | Charlie and the Case of the Curious Hottie                      |                 |                                           | 8 septembre 2014  |                    |                      |
| 84  | 74 | Sœurs ennemies                                | Charlie Pledges a Sorority Sister                               |                 |                                           | 8 septembre 2014  |                    |                      |
| 85  | 75 | Trompe-moi si tu peux !                       | Charlie Plays Hide and Go Cheat                                 |                 |                                           | 3 novembre 2014   |                    |                      |
| 86  | 76 | La revanche de la Geekette canon              | Charlie & the Revenge of the Hot Nerd                           |                 |                                           | 3 novembre 2014   |                    |                      |
| 87  | 77 | Charlie s'en prend plein la gueule            | Charlie and the Curse of the Flying Fist                        |                 |                                           | 10 novembre 2014  |                    |                      |
| 88  | 78 | Bordel à la maison                            | Charlie and the Houseful of Hookers                             |                 |                                           | 10 novembre 2014  |                    |                      |
| 89  | 79 | Charlie fait planer Patrick                   | Charlie Gets Patrick High                                       |                 |                                           | 17 novembre 2014  |                    |                      |
| 90  | 80 | Lacey sur la paille                           | Charlie and Lacey Go For Broke                                  |                 |                                           | 17 novembre 2014  |                    |                      |
| 91  | 81 | Charlie et le Thanksgiving de la mort qui tue | Charlie & the Terrible, Horrible, No Good Very Bad Thanksgiving |                 |                                           | 24 novembre 2014  |                    |                      |
| 92  | 82 | Charlie tente sa chance à Vegas               | Charlie Rolls the Dice in Vegas                                 |                 |                                           | 24 novembre 2014  |                    |                      |
| 93  | 83 | Le grand saut                                 | Charlie & the Return of the Danger Girl                         |                 |                                           | 1 décembre 2014   |                    |                      |
| 94  | 84 | Le roi de l'arnaque                           | Charlie Gets in Bed with Jordan's Ex                            |                 |                                           | 1 décembre 2014   |                    |                      |
| 95  | 85 | Charlie se fait un bad trip                   | Charlie's Living the Dream                                      |                 |                                           | 8 décembre 2014   |                    |                      |
| 96  | 86 | Le couple imparfait                           | Charlie Meets His Match                                         |                 |                                           | 8 décembre 2014   |                    |                      |
| 97  | 87 | Charlie ou l'art de briser les couples        | Charlie and the Epic Relationship Fail                          |                 |                                           | 15 décembre 2014  |                    |                      |
| 98  | 88 | Charlie noue des liens avec une catholique    | Charlie Gets Tied Up with a Catholic Girl                       |                 |                                           | 15 décembre 2014  |                    |                      |
| 99  | 89 | Charlie en ballotage                          | Charlie and the Sexy Swing Vote                                 |                 |                                           | 22 décembre 2014  |                    |                      |
| 100 | 90 | Cent épisodes plus tard...                    | Charlie & the 100th Episode                                     |                 |                                           | 22 décembre 2014  |                    |                      |

- Les épisodes 21 et 23 ont bénéficié d'une diffusion spéciale sur FOX les lundis 3 et 10 juin à 21h30.